# Sinum maculatum

Sinum maculatum är en snäckart som först beskrevs av Thomas Say 1831.  Sinum maculatum ingår i släktet Sinum och familjen borrsnäckor. Inga underarter finns listade i Catalogue of Life.